# Мецана Торе (Потенца)
Мецана Торе (итал. Mezzana Torre) је насеље у Италији у округу Потенца, региону Базиликата.
Према процени из 2011. у насељу је живело 138 становника. Насеље се налази на надморској висини од 977 м.